# Апостольский викариат Мендеса
Апостольский викариат Мендеса (лат. Apostolicus Vicariatus Mendezensis) — апостольский викариат Римско-католической церкви с центром в городе Макас в Эквадоре.

## Территория
Апостольский викариат включает в себя территорию провинции Морона-Сантьяго в Эквадоре. Кафедральный собор Пречистой Девы Макасской находится в городе Макас. Территория викариата разделена на 73 прихода. Служат 40 священников (6 приходских и 34 монашествующих), 13 диаконов, 55 монахов, 105 монахинь.

## История
Апостольский викариат Мендеса и Гуалакиса был основан 17 февраля 1893 года римским папой Львом XIII на части территории апостольского викариата Напо. 12 апреля 1951 года он был переименован в апостольский викариат Мендеса.

## Ординарии
- Джакомо Костаманья S.D.B. (18.3.1895 — 1920);
- Доменико Комин, S.D.B. (5.3.1920 — 17.8.1963);
- Хосе-Феликс Пинтадо-Бласко, S.D.B. (17.8.1963 — 24.1.1981);
- Теодоро Луис Арройо-Робельи, S.D.B. (24.1.1981 — 1.7.1993);
- Пьетро Габрижлли, S.D.B. (1.7.1993 — 15.4.2008);
- Нестор Монтесдеока-Бесерра, S.D.B. (15.4.2008 — по настоящее время).